# Преступления моды
«Преступления моды» (англ. Crimes of Fashion; другое название Boss Girl) — американская кинокомедия 2004 года.

## Сюжет
Брук Тейлор мечтает стать модельером, для чего учится в школе моды. Однажды она получает в наследство незаконный бизнес своего умершего деда, который был боссом мафии. В это время в школу приходит новый студент, который на самом деле является тайным агентом ФБР.

## В ролях
| Актёр            | Роль               |
| ---------------- | ------------------ |
| Кейли Куоко      | Брук               |
| Анджело Селеста  | хозяин ресторана   |
| Доминик Кьянезе  | Джордж             |
| Меган Фокс       | Кэндейс            |
| Луис Ди Бьянко   | Фрэнк              |
| Шеннон Дафф      | Роза               |
| Катрин Эммануель | фотомодель         |
| Джойс Гордон     | Сельма             |
| Хэйзел Горин     |                    |
| Грэхэм Харли     | профессор Кингфилд |